# Купол Завадовського
Купол Завадовського (також: Купол Заводовського) — льодовиковий купол висотою 197 м над рівнем моря, розташований у 12 морських милях на схід від острова Михайлова у центральній частині Західного шельфового льодовика в Антарктиді. Відкритий і названий учасниками Першої радянської антарктичної експедиції у 1956 році.Назву купол льодовика отримав на вшанування Івана Івановича Завадовського, полтавського дворянина, який був заступником командира шлюпу "Восток" Фабіана фон Беллінгсгаузена під час Першої російської експедиції до південних полярниморів (1819-1821 рр.)
Взимку 1960 року на куполі організували виносну метеорологічну станцію «Дружба».
Топонім купол Завадовського (ідентифікаційний номер 121487) додано у газетир «Composite Gazetteer of Antarctica» Наукового комітету з антарктичних досліджень.